# Zupa naleśnikowa

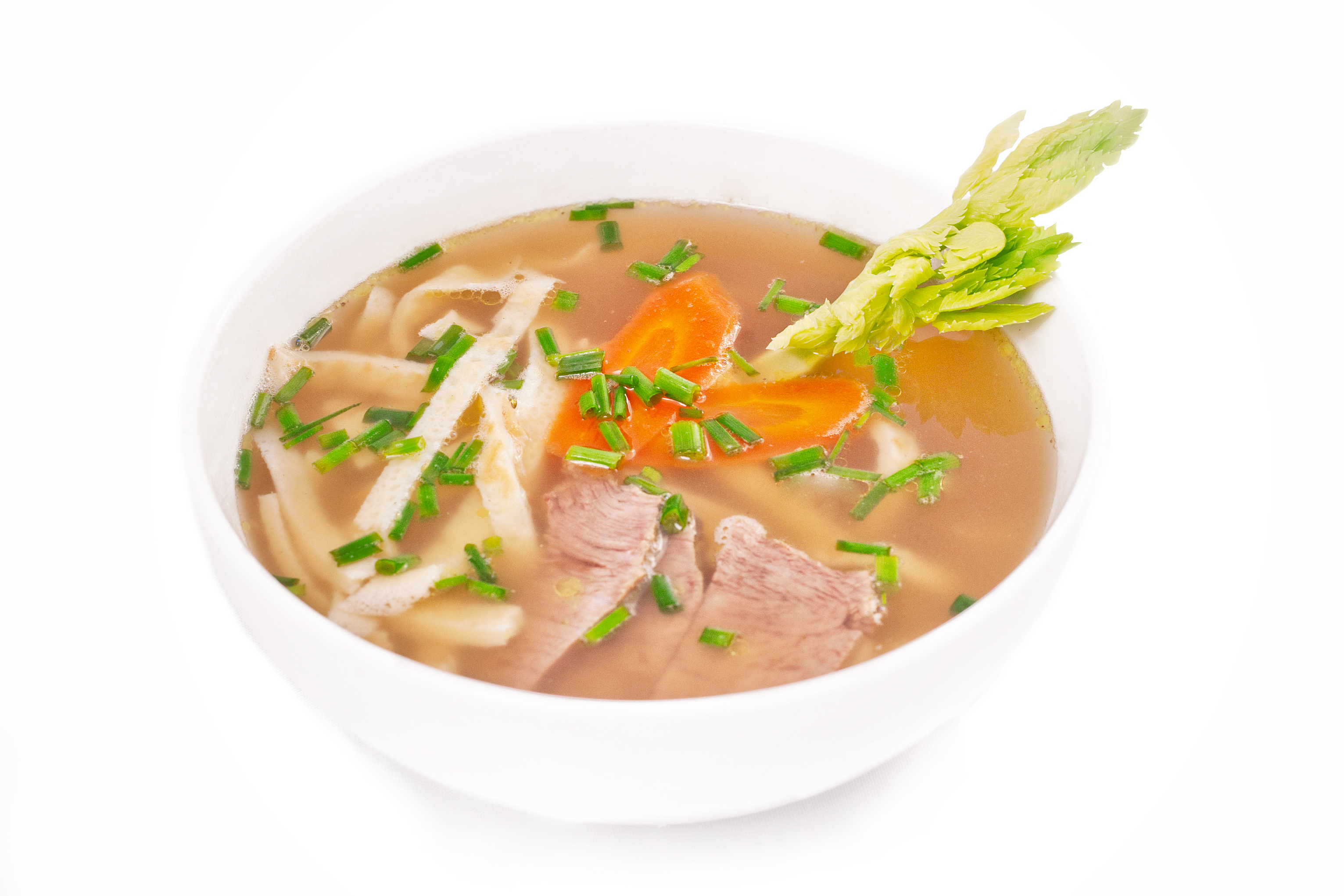
Zupa naleśnikowa

Zupa naleśnikowa (z jęz. niem. Flädlesuppe lub Frittatensuppe) – danie z wywaru mięsno-jarzynowego gotowanego na bazie wołowiny z wkładem naleśników pociętych w paski. Pochodzi prawdopodobnie ze Szwabii lub regionów okrężnych. Znana jest również w Szwajcarii, Austrii, Włoszech i Francji. W wersji wegetariańskiej bazę zupy stanowi sam bulion warzywny.